# Résolution 1089 du Conseil de sécurité des Nations unies
Membres permanents
- Chine
- États-Unis
- France
- Royaume-Uni
- Russie

Membres non permanents
- Allemagne
- Botswana
- Chili
- Corée du Sud
- Égypte
- Guinée-Bissau
- Honduras
- Indonésie
- Italie
- Pologne

Résolution no 1088 Résolution no 1090
La Résolution 1089 du Conseil de sécurité des Nations unies fut adoptée à l'unanimité le 13 décembre 1996. Après avoir rappelé toutes les résolutions sur la situation au Tadjikistan et à la frontière tadjiko-afghane, le Conseil a prorogé le mandat de la Mission d'observation des Nations unies au Tadjikistan (MONUT) jusqu'au 15 mars 1997 et abordé les efforts visant à mettre fin au conflit dans le pays.
La détérioration de la situation au Tadjikistan était préoccupante et le Conseil de sécurité a souligné la nécessité pour les parties concernées de respecter leurs accords. La situation ne serait résolue que par des moyens politiques entre le Gouvernement du Tadjikistan et l’Opposition tadjik unie, et il était de leur responsabilité première de le faire. La résolution soulignait également le caractère inacceptable des actes d'hostilité à la frontière avec l'Afghanistan et se félicitait de la coopération entre la MONUT, la force de maintien de la paix de la Communauté des États indépendants (CEI), les forces frontalières russes et l'Organisation pour la sécurité et la coopération en Europe.
Le Conseil a condamné les violations du cessez-le-feu, en particulier l'offensive de l'opposition dans la région de Garm. Toutes les parties ont été instamment priées de se conformer à l'Accord de Téhéran et aux autres accords qu'elles avaient conclus, et à ce que le cessez-le-feu dure pendant les discussions intertadjikes. Il a également condamné les attaques terroristes et autres violences qui ont entraîné la mort de civils, de membres des forces de maintien de la paix de la CEI et de gardes-frontières russes. Les menaces de mort à l'encontre de la MONUT et les mauvais traitements ont également été sévèrement condamnées.
Le mandat de la mission d'observation de la MONUT a été prorogé jusqu'au 15 mars 1997 à condition que les parties de l'Accord de Téhéran démontrent leur attachement à la réconciliation nationale. Le 15 janvier 1997, le Secrétaire général a été prié de rendre compte au Conseil des résultats des pourparlers. L’aggravation de la situation humanitaire au Tadjikistan et le besoin urgent de la communauté internationale de réagir ont également suscité des inquiétudes.